# LUX 027
LUX 027 fue un evento de artes marciales mixtas producido por LUX Fight League, que se llevó a cabo el 14 de octubre de 2022 en el Centro Expositor de Puebla de Zaragoza, Puebla, México.

## Antecedentes
El evento estelar contó con una pelea por el Campeonato de Peso Mosca de LUX entre el campeón Alessandro Costa y Carlos Gómez. Para esta pelea, Costa hizo su regreso a la promoción tras su paso por el Dana White's Contender Series.
La pelea coestelar contó con un combate de peso pactado entre Édgar Delgado y Walter Reyes.

## Resultados
1. ↑  Por el Campeonato de Peso Mosca de LUX